# Arnold Geulincx
Arnold Geulincx (Anversa, 31 gennaio 1624 – Leida, novembre 1669) è stato un filosofo fiammingo.

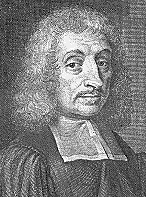
Arnold Geulincx

Compie gli studi nella facoltà delle arti di Lovanio, dove successivamente viene chiamato ad insegnare filosofia.
Nel 1653 pubblica le Quaestiones quodlibeticae, in cui sviluppa una critica radicale del pensiero aristotelico-scolastico. In urto con gli ambienti cattolici tradizionalisti per il suo razionalismo, viene rimosso dall'insegnamento nel 1658. Vive in condizioni di povertà a Leida, nei Paesi Bassi, dove si è nel frattempo stabilito, poco dopo essersi convertito al cristianesimo calvinista. La conversione religiosa è in stretto rapporto con il suo credo razionalistico: egli vede una stretta analogia tra la rivoluzione "teocentrica" operata in filosofia dal cartesianesimo (ovvero l'ideologia di Cartesio) e il teocentrismo della confessione calvinista.
Ottenuto un posto di lettore di logica, ed in seguito di professore straordinario, all'Università di Leida, pubblica la Logica (1662), il Methodus inveniendi argumenta (1663) e la prima parte della monumentale Ethica (1665); la maggioranza di questi suoi scritti rimane però inedita: solo dopo la morte, avvenuta a Leida nel novembre del 1669, alcuni allievi ne pubblicano le opere: la seconda parte dell'Ethica nel 1675 (il cui nome originario era Gnothi seautòn, sive Ethica), la Physica vera nel 1688, la Metaphysica vera et ad mentem peripateticam nel 1691 ed altri scritti, tra cui un ampio commento ai Principi cartesiani.
Quasi ignorato nei moderni manuali di storia della filosofia per le scuole superiori, Arnold Geulincx è stato, comunque, molto importante per la filosofia seicentesca perché affrontò il dualismo cartesiano tra "res cogitans" e "res extensa" tentando una soluzione di tipo occasionalistico.